# Badminton-Bundesliga 1996/97
Die Badminton-Bundesliga-Saison 1996/1997 bestand aus einer Vorrunde im Modus „Jeder gegen jeden“ mit Hin- und Rückspiel und einer Play-off-Runde. In der Play-off-Runde traten der 1. und der 4. sowie der 2. und der 3. gegeneinander an. Die Sieger der beiden Partien ermittelten den deutschen Meister. Meister wurde der BC Eintracht Südring Berlin, der SV Fortuna Regensburg in den Finalspielen bezwang. Absteigen mussten TuS Wiebelskirchen und BV Gifhorn.

## Mannschaftsaufstellungen
BC Eintracht Südring Berlin
(Peter Axelsson, Kai Mitteldorf, Jens Olsson, Pierre Pelupessy, Bram Fernardin, Conrad Hückstädt, Monique Hoogland, Catrine Bengtsson, Katja Michalowsky, Anja Weber)
SV Fortuna Regensburg
(Michael Helber, Chris Hunt, John Quinn, Björn Siegemund, Martin Lundgaard Hansen, Colin Haughton, Klaus Treitinger, Steffan Pandya, Emma Chaffin, Julie Bradbury, Stefanie Müller, Tanya Woodward)
VfB Friedrichshafen
(Pär-Gunnar Jönsson, Henrik Bengtsson, Peter Knowles, Michael Pongratz, Wolf-Dieter Baier, Rehan Khan, Claudia Vogelgsang, Felicity Gallup, Joanne Muggeridge)
SC Bayer 05 Uerdingen
(Simon Archer, Chris Bruil, Detlef Poste, Stephan Kuhl, Volker Renzelmann, Volker Eiber, Nicole Grether, Sandra Beißel, Eline Coene)
Bottroper BG

(Astrid van der Knaap,
Nicole Baldewein,
Kerstin Sprang,
Dharma Gunawi,
Nathan Robertson,
Mark Hannes,
Julian Robertson,
Carsten Bergmann,
Michael Fischedick)
BV Gifhorn

(Brenda Conijn,
Anika Sietz,
Sascha Horatzek,
Guntur Hariono,
Holger Broß,
Sören Bredenkamp,
Maurice Niesner,
Dirk Reichstein,
Robin Niesner)
FC Langenfeld

(Karen Stechmann,
Heidi Dössing,
Birthe Frings,
Nicol Krause,
Xie Yangchun,
Oliver Pongratz,
Mike Joppien,
Christian Mohr,
Wang Xu Yang)
PSV Grün-Weiß Wiesbaden

(Lotte Olsen,
Heike Schönharting,
Jon Holst-Christensen,
Darren Hall,
Tomas Johansson,
Yoseph Phoa,
Thomas Wapp,
Norman Eby,
Arndt Vetters,
Daniel Fried)
TuS Wiebelskirchen

(Kathrin Schmidt,
Nicol Pitro,
Heike Franke,
Franz-Josef Müller,
Eric Farries,
Uwe Ossenbrink,
Hargiono,
Marek Bujak,
Stefan Maus)
SSV Heiligenwald

(Erica van den Heuvel,
Viola Rathgeber,
Michael Keck,
Martin Kranitz,
Björn Decker,
Jin Chin,
Dirk Wagner,
Thomas Berger)

## Vorrunde

### Endstand
| Platz | Verein                | Spiele | Punkte |
| ----- | --------------------- | ------ | ------ |
| 1.    | Südring Berlin        | 106:38 | 30:6   |
| 2.    | SC Bayer 05 Uerdingen | 92:52  | 26:10  |
| 3.    | SV Fortuna Regensburg | 91:53  | 25:11  |
| 4.    | VFB Friedrichshafen   | 78:66  | 21:15  |
| 5.    | FC Langenfeld         | 75:69  | 20:16  |
| 6.    | PSV GW Wiesbaden (N)  | 64:80  | 17:19  |
| 7.    | SSV Heiligenwald      | 64:80  | 15:21  |
| 8.    | Bottroper BG (N)      | 66:78  | 14:22  |
| 9.    | TuS Wiebelskirchen    | 67:77  | 12:24  |
| 10.   | BV Gifhorn (N)        | 19:115 | 2:34   |

### Vorrundenergebnisse
| Hinrunde                       |                   |
| 1. Spieltag                    | 14./15. September |
| Wiebelskirchen-Wiesbaden       | 4:4               |
| Friedrichshafen-Bottrop        | 5:3               |
| Uerdingen-Heiligenwald         | 5:3               |
| Regensburg-Langenfeld          | 8:0               |
| Gifhorn-Berlin                 | 0:8               |
| 2. Spieltag                    | 28. September     |
| Berlin-Wiebelskirchen          | 5:3               |
| Wiesbaden-Friedrichshafen      | 2:6               |
| Bottrop-Uerdingen              | 1:7               |
| Heiligenwald-Regensburg        | 4:4               |
| Langenfeld-Gifhorn             | 6:2               |
| 3. Spieltag                    | 29. September     |
| Berlin-Bottrop                 | 6:2               |
| Wiesbaden-Heiligenwald         | 4:4               |
| Wiebelskirchen-Langenfeld      | 4:4               |
| Friedrichshafen-Regensburg     | 6:2               |
| Uerdingen-Gifhorn              | 8:0               |
| 4. Spieltag                    | 12. Oktober       |
| Heiligenwald-Berlin            | 5:3               |
| Bottrop-Wiesbaden              | 4:4               |
| Gifhorn-Wiebelskirchen         | 1:7               |
| Langenfeld-Friedrichshafen     | 4:4               |
| Regensburg-Uerdingen           | 3:5               |
| 5. Spieltag                    | 13. Oktober       |
| Langenfeld-Berlin              | 1:7               |
| Wiesbaden-Gifhorn              | 8:0               |
| Heiligenwald-Bottrop           | 5:3               |
| Regensburg-Wiebelskirchen      | 5:3               |
| Uerdingen-Friedrichshafen      | 6:2               |
| 6. Spieltag                    | 20. Oktober       |
| Friedrichshafen-Heiligenwald   | 4:04              |
| Wiebelskirchen-Bottrop         | 4:4               |
| Gifhorn-Regensburg             | 0:8               |
| Langenfeld-Wiesbaden           | 5:3               |
| Berlin-Uerdingen               | 7:1               |
| 7. Spieltag                    | 9./10. November   |
| Wiebelskirchen-Heiligenwald    | 4:4               |
| Regensburg-Bottrop             | 6:2               |
| Langenfeld-Uerdingen           | 1:7               |
| Wiesbaden-Berlin               | 5:3               |
| Gifhorn-Friedrichshafen        | 5:3               |
| 8. Spieltag                    | 16. November      |
| Regensburg-Wiesbaden           | 5:3               |
| Berlin-Friedrichshafen         | 7:1               |
| Bottrop-Langenfeld             | 4:4               |
| Gifhorn-Heiligenwald           | 2:6               |
| Wiebelskirchen-Uerdingen       | 2:6               |
| 9. Spieltag                    | 17. November      |
| Bottrop-Gifhorn                | 8:0               |
| Berlin-Regensburg              | 7:1               |
| Friedrichshafen-Wiebelskirchen | 4:4               |
| Heiligenwald-Langenfeld        | 4:4               |
| Uerdingen-Wiesbaden            | 2:6               |

| Rückrunde                      |                |
| 10. Spieltag                   | 7. Dezember    |
| Wiesbaden-Wiebelskirchen       | 6:2            |
| Bottrop-Friedrichshafen        | 5:3            |
| Heiligenwald-Uerdingen         | 3:5            |
| Langenfeld-Regensburg          | 5:3            |
| Berlin-Gifhorn                 | 8:0            |
| 11. Spieltag                   | 8. Dezember    |
| Bottrop-Berlin                 | 3:5            |
| Heiligenwald-Wiesbaden         | 2:6            |
| Langenfeld-Wiebelskirchen      | 5:3            |
| Regensburg-Friedrichshafen     | 5:3            |
| Gifhorn-Uerdingen              | 0:8            |
| 12. Spieltag                   | 4. Januar      |
| Wiebelskirchen-Berlin          | 1:07           |
| Friedrichshafen-Wiesbaden      | 5:3            |
| Uerdingen-Bottrop              | 7:1            |
| Regensburg-Heiligenwald        | 6:2            |
| Gifhorn-Langenfeld             | 0:8            |
| 13. Spieltag                   | 5. Januar      |
| Berlin-Heiligenwald            | 3:5            |
| Wiesbaden-Bottrop              | 5:3            |
| Wiebelskirchen-Gifhorn         | 7:1            |
| Friedrichshafen-Langenfeld     | 6:2            |
| Uerdingen-Regensburg           | 4:4            |
| 14. Spieltag                   | 25./26. Januar |
| Berlin-Langenfeld              | 5:3            |
| Gifhorn-Wiesbaden              | 3:5            |
| Bottrop-Heiligenwald           | 5:3            |
| Wiebelskirchen-Regensburg      | 2:6            |
| Friedrichshafen-Uerdingen      | 6:2            |
| 15. Spieltag                   | 22. Februar    |
| Heiligenwald-Friedrichshafen   | 3:5            |
| Bottrop-Wiebelskirchen         | 5:3            |
| Regensburg-Gifhorn             | 8:0            |
| Wiesbaden-Langenfeld           | 0:8            |
| Uerdingen-Berlin               | 1:7            |
| 16. Spieltag                   | 23. Februar    |
| Wiesbaden-Regensburg           | 0:8            |
| Friedrichshafen-Berlin         | 3:5            |
| Langenfeld-Bottrop             | 6:2            |
| Heiligenwald-Gifhorn           | 5:3            |
| Uerdingen-Wiebelskirchen       | 4:4            |
| 17. Spieltag                   | 8. März        |
| Heiligenwald-Wiebelskirchen    | 1:7            |
| Bottrop-Regensburg             | 4:4            |
| Uerdingen-Langenfeld           | 6:2            |
| Berlin-Wiesbaden               | 8:0            |
| Friedrichshafen-Gifhorn        | 7:1            |
| 18. Spieltag                   | 9. März        |
| Gifhorn-Bottrop                | 0:8            |
| Regensburg-Berlin              | 5:3            |
| Wiebelskirchen-Friedrichshafen | 3:5            |
| Langenfeld-Heiligenwald        | 7:1            |
| Wiesbaden-Uerdingen            | 0:8            |

## Play-off-Runde

### Halbfinale
| Datum          | Gastgeber             | Gast                  | Ergebnis |
| -------------- | --------------------- | --------------------- | -------- |
| 12. April 1997 | VfB Friedrichshafen   | Südring Berlin        | 3:5      |
| 12. April 1997 | Südring Berlin        | VFB Friedrichshafen   | 6:2      |
| 13. April 1997 | SC Bayer Uerdingen    | SV Fortuna Regensburg | 4:4      |
| 13. April 1997 | SV Fortuna Regensburg | SC Bayer Uerdingen    | 5:3      |

### Finale
| Datum       | Gastgeber             | Gast                  | Ergebnis |
| ----------- | --------------------- | --------------------- | -------- |
| 3. Mai 1997 | SV Fortuna Regensburg | Südring Berlin        | 4:4      |
| 4. Mai 1997 | Südring Berlin        | SV Fortuna Regensburg | 5:3      |